# (5660) 1974 MA
(5660) 1974 MA — околоземный астероид из группы аполлонов, который принадлежит к очень редкому спектральному классу Q и из-за сильно вытянутой орбиты в процессе своего движения вокруг Солнца пересекает орбиты сразу трёх планет: Венеры, Земли и Марса. Он был открыт 7 ноября 1974 года американским астрономом Чарльзом Ковалем в Паломарской обсерватории и пока не имеет собственного имени.